# Kabupaten Buru
Kabupaten Buru är ett kabupaten i Indonesien.   Det ligger i provinsen Moluckerna, i den östra delen av landet, 2 200 km öster om huvudstaden Jakarta. Antalet invånare är 108 445. Kabupaten Buru ligger på ön Pulau Buru.